# Gymnocalycium stuckertii
Gymnocalycium stuckertii ist eine Pflanzenart in der Gattung Gymnocalycium aus der Familie der Kakteengewächse (Cactaceae). Das Artepitheton stuckertii ehrt den Schweizer Apotheker Theodore Stuckert (1852–1932).

## Beschreibung
Gymnocalycium stuckertii wächst einzeln mit trübgrünen, kugelförmigen oder gelegentlich abgeflacht kugelförmigen Trieben und erreicht bei Durchmessern von 6 bis 6,5 Zentimetern Wuchshöhen von 3,5 bis 4 Zentimeter. Die neun bis elf stumpfen Rippen weisen scharf kinnartige Vorsprünge auf. Die sieben bis neun etwas abgeflachten und leicht flaumigen Dornen sind etwas rosafarben bis braun und 1 bis 2,5 Zentimeter lang.
Die kurzröhrigen, weißen Blüten erreichen eine Länge von bis zu 4 Zentimeter.
Die Art ist nur ungenügend bekannt.

## Verbreitung und Systematik
Gymnocalycium stuckertii ist in der argentinischen Provinz San Luis in Höhenlagen von 500 bis 1000 Metern verbreitet.
Die Erstbeschreibung als Echinocactus stuckertii erfolgte 1905 durch Carlos Luis Spegazzini. Nathaniel Lord Britton und Joseph Nelson Rose stellten die Art 1922 in die Gattung Gymnocalycium.

## Nachweise